# Raghubir Singh
Raghubir Singh (* 22. Oktober 1942 in Jaipur, Rajasthan; † 18. April 1999 in New York City) war ein indischer Fotograf. Er gilt als einer der renommiertesten Fotografen seiner Generation.

## Leben
Nachdem er in Jaipur und in Delhi studiert hatte, ging er nach Kalkutta, um dort Karriere in der Tee-Industrie zu machen. Schon in den frühen 1960er Jahren arbeitete er für die New York Times und das Life Magazine. In den 70er Jahren zog er nach Paris und 1974 veröffentlichte sein erstes Buch in Indien, zwei Jahre vor William Egglestons Guide, einem der wichtigsten Beiträge zur Farbfotografie. 1972 heiratete er Anne Henning Michaelis.
1966 begegnete Singh zum ersten Mal Henri Cartier-Bresson, der einen entscheidenden Einfluss auf die Entwicklung seiner Arbeit hatte. Es ging ihm darum, das Leben in einem winzigen Augenblick festzuhalten.
Als einer der großen Pioniere der frühen Farbfotografie hat Singh seinen Platz in der Riege der wichtigsten Fotografen, wie William Eggleston, Stephen Shore, Joel Sternfeld oder Joel Meyerowitz, in den USA längst erobert.
Singhs Arbeiten sind auch ein Beleg für die indische Kultur und den Wandel der Zeiten in Indien. Singhs Arbeiten werden vor allem in großen amerikanischen Institutionen gezeigt, zum Beispiel im Metropolitan Museum of Art, Museum of Modern Art, Tate Modern und vielen anderen. Er hat mehr als 14 Bücher über Indien publiziert und zahlreiche internationale Preise erhalten.

## Werk

### Bildreportagen
- Rajasthan: Noch leben die Legenden. Erschienen in: Geo-Magazin, Juli 1977, S. 52–78.

...

### Bücher
...